# Сьвіньотоп
Сьвіньотоп (пол. Świniotop) — село в Польщі, у гміні Вишкув Вишковського повіту Мазовецького воєводства.
Населення — 242 особи (2011).
У 1975-1998 роках село належало до Остроленцького воєводства.

## Демографія
Демографічна структура станом на 31 березня 2011 року:
|          | Загалом | Допрацездатний вік | Працездатний вік | Постпрацездатний вік |
| -------- | ------- | ------------------ | ---------------- | -------------------- |
| Чоловіки | 83      | 11                 | 56               | 16                   |
| Жінки    | 159     | 17                 | 58               | 84                   |
| Разом    | 242     | 28                 | 114              | 100                  |